# Izanagi und Izanami

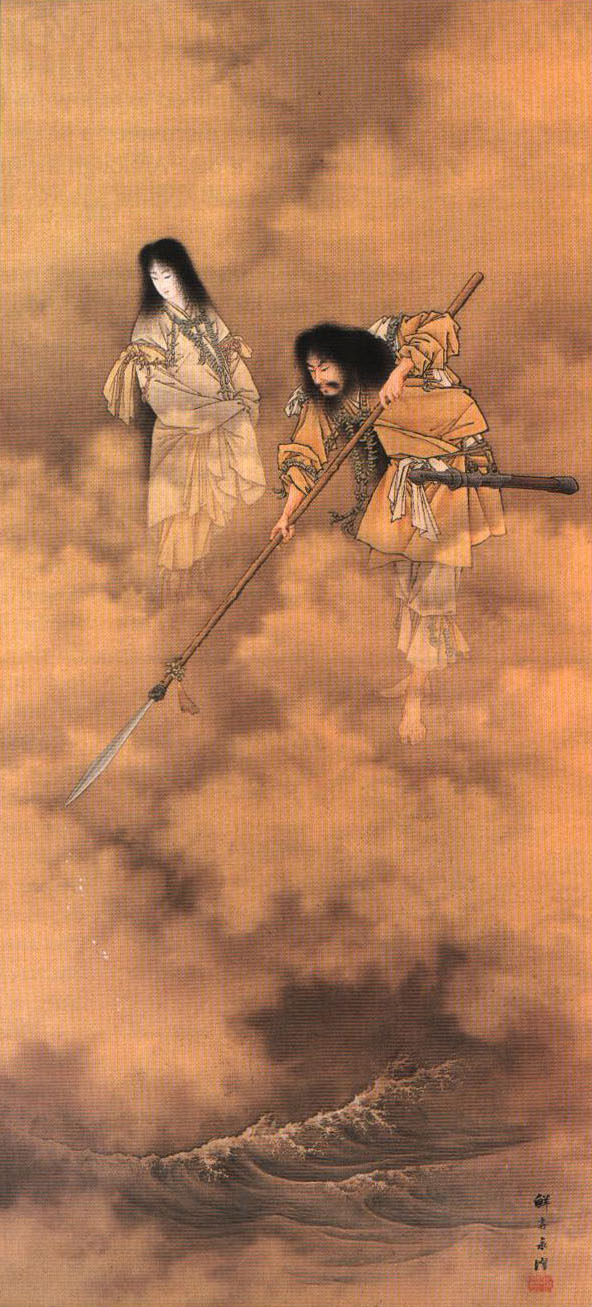
Izanami und Izanagi

Izanagi no Mikoto (japanisch 伊邪那岐命 ‚der Mann, der einlädt‘) und Izanami no Mikoto (伊邪那美命 ‚die Frau, die einlädt‘) sind die zentralen Urgötter (Kami) im japanischen Schöpfungsmythos von der Entstehung der Welt. Sie waren ein Paar von Bruder-Schwester-Göttern, die erschienen, nachdem Himmel und Erde aus dem Chaos entstanden waren. Sie schufen der Legende nach die erste Landmasse im Urozean, als sie auf der schwimmenden Brücke des Himmels stehend mit einem Speer das Wasser berührten.

## Weltentstehung

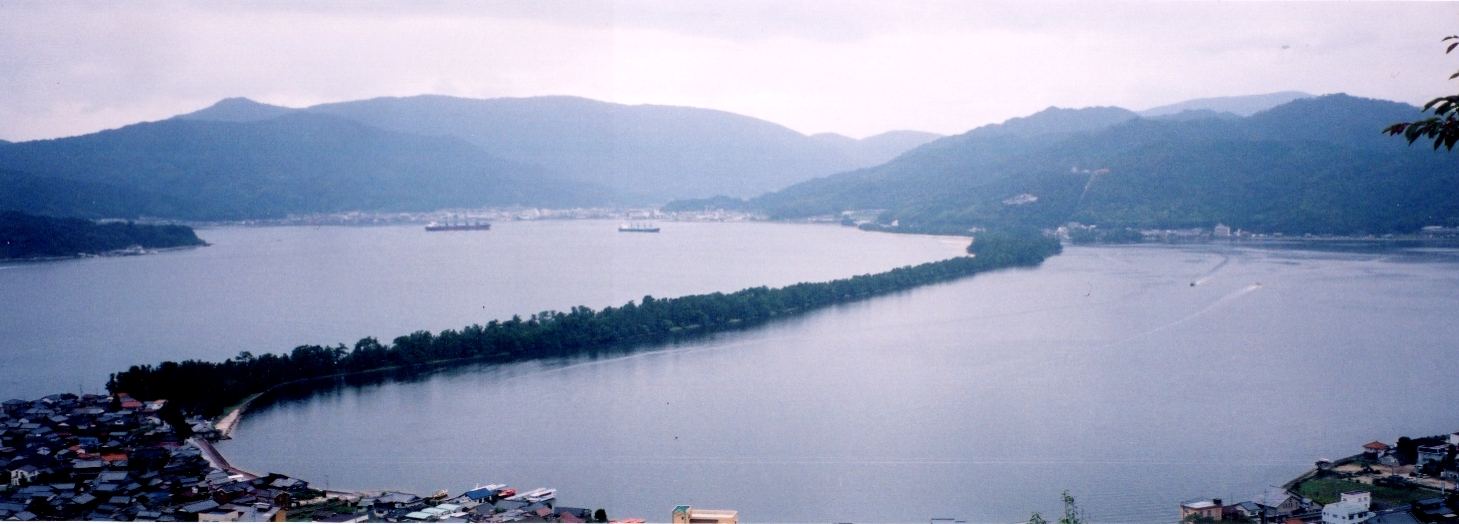
Amanohashidate als irdisches Gegenstück der Schwebebrücke des Himmels

Der japanische Mythos der Weltentstehung ist in den frühesten japanischen Chroniken Kojiki (712) und Nihonshoki (720) festgehalten und besitzt chinesische Wurzeln, die auf die Einführung der chinesischen Kultur wie auch auf Einwanderer zurückgehen. Dem Nihonshoki gemäß war die Welt anfangs ein Chaos in Gestalt eines Eies, in dem Himmel und Erde (bzw. Yin und Yang) noch nicht getrennt voneinander existierten. Nachdem diese Trennung vollzogen war, trieben fisch- oder quallenartige Gebilde auf dem Wasser umher; aus diesen entstanden schilfartige Sprosse und diese wurden zu den ersten Gottheiten. In einer anderen Version steigt der Gott Ame no minakanushi aus einer gallertartigen Masse und vier weitere Götter folgen ihm nach. Sie stellen die fünf Urgötter dar. Es gab sechs Generationen von sehr unbestimmt beschriebenen Urgöttern und erst mit der siebten Generation, dem Geschwisterpaar Izanagi und Izanami, setzt die eigentliche mythologische Erzählung ein.

## Die Erschaffung Japans
Izanagi und Izanami steigen aus dem Himmelsgefilde Takamanohara herab und erschaffen das Festland aus dem uranfänglichen Chaos, indem sie, auf der Schwebebrücke des Himmels (ame-no-uki-hashi) stehend, die himmlische Juwelenlanze (ame-no-nuhoko oder ame no tama-boko) in das Meer tauchen und darin herumrühren. Als sie die Lanze aus dem Wasser heben, tropft von der Spitze Salz herab, das zum ersten Land, der Insel Onogoro gerinnt. Sie steigen auf die Insel hinab, errichten einen Palast und vollführen den Hochzeitsritus. Angeleitet wurden sie dabei durch die lebhaften Bewegungen des Vogels Isi Tataki. Weil Izanami während des Rituals aber zuerst spricht, gebiert sie ein missgebildetes Kind, Hiruko (japanisch 蛭子 ‚Blutegel-Kind‘, in der späteren Shintō-Mythologie ist dieser als Gott Ebisu bekannt). Dieses Kind wurde in einem Boot auf dem Ozean ausgesetzt. Sie begannen nach diesem Fehler nochmals das Ritual zu vollziehen und erschufen so zahlreiche Inseln und Gottheiten, darunter auch die großen und kleineren Inseln des japanischen Archipels.

## Der Tod der Urmutter
Bei der Geburt des Feuergottes Kagutsuchi no Kami (oder Homusubi) erlitt Izanami tödliche Verbrennungen und ging nach Yomi, in das Land der Dunkelheit. Während selbst aus ihrem toten Körper weitere Gottheiten entstehen, erschlug Izanagi den Feuergott, der ihm seine Schwester genommen hatte. Dadurch spaltete sich der Feuergott in mehrere kami auf. Auch aus den Tränen Izanagis, die er über den Tod der Geliebten vergoss, entstanden neue Götter.
Ähnlich wie Orpheus stieg Izanagi hinab nach Yomi in das Reich der Toten, um seine Schwester/Gemahlin zu suchen. Als er dort angekommen war, hatte diese schon Speisen zu sich genommen, so dass die Götter der Unterwelt Izanami nicht mehr freilassen wollten. Izanami hatte sich gewünscht, dass ihr Bruder sie nicht sehen sollte, doch dieser entzündete eine Fackel und erhellte damit den Raum. Izanamis Körper war unansehnlich, verfault und von Maden bedeckt. Acht Donnergötter hausten in ihr. Izanagi war entsetzt und floh bei ihrem Anblick. Izanami, selbst zum Dämon geworden, verfolgte ihn, bis Izanagi den Eingang zur Unterwelt mit einem Felsen verschloss. Izanami schwor daraufhin, täglich tausend Menschen in die Unterwelt zu holen. Als Antwort darauf schwor Izanagi täglich tausendfünfhundert Gebärhütten zu errichten. Izanagi badete im Meer, um sich vom Kontakt mit den Toten zu reinigen. Aus diesem Akt der Reinigung entstanden eine Reihe von Gottheiten. Die Sonnengöttin Amaterasu-ō-mi-kami (天照大御神) wurde aus seinem linken Auge geboren, der Mondgott Tsuki jo mi no mikoto entstand aus seinem rechten Auge und aus seiner Nase ging der Sturmgott Susanoo hervor. In der Religion wird Izanagis Bad als Ursprung des Rituals japanisch 祓 harai angesehen, der wichtigen rituellen Reinigungspraxis des Shintō.
Izanagi zieht sich in eine Art himmlisches Ausgedinge zurück und Amaterasu übernimmt die Herrschaft über die Götter. Damit sind die Grundbedingungen der Weltentstehung abgeschlossen.

## Rezeption
Basierend auf dieser Schöpfungsgeschichte schrieb Erich Fried 1960 ein Hörspiel, in dem er den Mythos der beiden Halbgötter Izanagi und Izanami mit der Liebesgeschichte von Orpheus und Eurydike verknüpfte. Dieses wurde 2016 Festsaal des Museums Mödling als Schauspiel aufgeführt.